# ザック・パットナム
スティーブン・ザッカリー・マクガイア・パットナム（Steven Zachary McGuire Putnam, 1987年7月3日 - ）は、アメリカ合衆国ミシガン州オークランド郡ロチェスター出身のプロ野球選手（投手）。右投右打。

## 経歴

### プロ入り前
2005年のMLBドラフト38巡目（全体1140位）でデトロイト・タイガースから指名されたが、ミシガン大学へ進学した。

### プロ入りとインディアンス時代
2008年のMLBドラフト5巡目（全体171位）でクリーブランド・インディアンスから指名され、8月14日に契約。契約後、傘下のA-級マホーニングバレー・スクラッパーズでプロデビュー。3試合に先発登板して0勝1敗、防御率3.72、8奪三振を記録した。
2009年はA+級キンストン・インディアンスで5試合に先発登板した後、5月にAA級アクロン・エアロズへ昇格した。AA級アクロンでは33試合に登板して4勝2敗2セーブ、防御率4.13、57奪三振を記録した。
2010年はまずAA級アクロンでプレーし、20試合（先発7試合）に登板して4勝1敗3セーブ、防御率3.86、41奪三振を記録した。7月にAAA級コロンバス・クリッパーズへ昇格。17試合に登板して0勝1敗、防御率3.33、24奪三振を記録した。
2011年はAAA級コロンバスで開幕を迎え、44試合に登板して6勝3敗9セーブ、防御率3.65、68奪三振を記録した。9月13日にインディアンスとメジャー契約を結んでアクティブ・ロースター入りし、同日のテキサス・レンジャーズ戦でメジャーデビュー。5点ビハインドの7回裏から登板し、1回を投げ3安打2失点だった。9月24日のミネソタ・ツインズ戦では同点の6回表2死から登板し、1.1回を投げ1安打無失点に抑えた。6回裏にインディアンスが勝ち越したため、メジャー初勝利を挙げた。この年メジャーでは8試合に登板して1勝1敗、防御率6.14、9奪三振を記録した。

### ロッキーズ時代
2012年1月20日にケビン・スローイーとのトレードで、コロラド・ロッキーズへ移籍した。3月3日にロッキーズと1年契約に合意した。3月20日にAAA級コロラドスプリングス・スカイソックスへ異動し、そのまま開幕を迎えた。AAA級コロラドスプリングスでは5試合に登板し、1勝0敗3セーブ、防御率1.23だった。4月25日にダブルヘッダーでロースターが空いたためメジャーへ昇格し、同日のピッツバーグ・パイレーツ戦で移籍後初めて登板した。1回を1安打無失点に抑え、翌26日にAAA級コロラドスプリングスへ降格した。6月25日に再昇格し、同日のワシントン・ナショナルズ戦で1回を2安打無失点1四球に抑えたが、6月27日に再びAAA級コロラドスプリングスへ降格した。結局この年は2試合の登板にとどまった。

### カブス時代
2012年11月2日にウェイバー公示を経てシカゴ・カブスへ移籍したが、11月30日にノンテンダーFAとなった。
2013年1月5日にカブスとマイナー契約で再契約した。傘下のAAA級アイオワ・カブスで開幕を迎え、17試合に登板。5月30日にカブスとメジャー契約を結んだ。昇格後は5試合に登板したが、防御率18.90と結果を残せないまま、6月12日に右肘の故障で15日間の故障者リスト入りした。6月28日に60日間の故障者リストへ異動し、残りのシーズンを全休した。この年は5試合の登板にとどまった。オフの10月9日に故障者リストから外れたが、40人枠を外れ、AAA級アイオワへ降格した。11月5日にFAとなった。

### ホワイトソックス時代
2014年1月21日にシカゴ・ホワイトソックスとマイナー契約を結んだ。傘下のAAA級シャーロット・ナイツで開幕を迎え、4試合に登板。1勝0敗、防御率0.00と好投し、4月17日に不調だったドニー・ビールが戦力外となったため、ホワイトソックスとメジャー契約を結んでアクティブ・ロースター入りした。不調のビールに代わって、パットナムはメジャーに定着。49試合の登板で5勝3敗6セーブ、防御率1.98、WHIP1.08を記録し、メジャー4年目にして好投を見せた格好となった。
2015年も前年と同数の49試合でマウンドに登り、通算100試合登板を達成したが、前年より少ない投球回で3倍以上の7被本塁打を記録し、防御率も大幅に上昇した。しかし、大量に三振を奪って、自己最高の奪三振率11.8を記録した。
2016年は、過去2シーズンから約半減となる25試合登板だったが、防御率2.30・27.1イニングで30奪三振の奪三振率9.9と好投を見せた。
2017年12月1日にノンテンダーFAとなった。

### レッドソックス傘下時代
2018年はどの球団とも契約せず、未所属だった。12月14日にボストン・レッドソックスとマイナー契約を結び、2019年のスプリングトレーニングに招待選手として参加することになった。

## 詳細情報

### 年度別投手成績
| 年 度    | 球 団    | 登 板 | 先 発 | 完 投 | 完 封 | 無 四 球 | 勝 利 | 敗 戦 | セ 丨 ブ | ホ 丨 ル ド | 勝 率 | 打 者 | 投 球 回 | 被 安 打 | 被 本 塁 打 | 与 四 球 | 敬 遠 | 与 死 球 | 奪 三 振 | 暴 投 | ボ 丨 ク | 失 点 | 自 責 点 | 防 御 率 | W H I P |
| -------- | -------- | ----- | ----- | ----- | ----- | -------- | ----- | ----- | -------- | ----------- | ----- | ----- | -------- | -------- | ----------- | -------- | ----- | -------- | -------- | ----- | -------- | ----- | -------- | -------- | ------- |
| 2011     | CLE      | 8     | 0     | 0     | 0     | 0        | 1     | 1     | 0        | 0           | .500  | 34    | 7.1      | 10       | 1           | 0        | 0     | 2        | 9        | 1     | 0        | 5     | 5        | 6.14     | 1.36    |
| 2012     | COL      | 2     | 0     | 0     | 0     | 0        | 0     | 0     | 0        | 0           | ----  | 9     | 2.0      | 3        | 0           | 1        | 0     | 0        | 0        | 0     | 0        | 0     | 0        | 0.00     | 2.00    |
| 2013     | CHC      | 5     | 0     | 0     | 0     | 0        | 0     | 0     | 0        | 0           | ----  | 19    | 3.1      | 9        | 1           | 0        | 0     | 0        | 4        | 0     | 0        | 7     | 7        | 18.90    | 2.70    |
| 2014     | CWS      | 49    | 0     | 0     | 0     | 0        | 5     | 3     | 6        | 16          | .625  | 213   | 54.2     | 39       | 2           | 20       | 1     | 1        | 46       | 5     | 0        | 14    | 12       | 1.98     | 1.08    |
| 2015     | CWS      | 49    | 0     | 0     | 0     | 0        | 3     | 3     | 0        | 6           | .500  | 212   | 48.2     | 42       | 7           | 24       | 5     | 4        | 64       | 5     | 0        | 24    | 22       | 4.07     | 1.36    |
| 2016     | CWS      | 25    | 0     | 0     | 0     | 0        | 1     | 0     | 0        | 2           | 1.000 | 114   | 27.1     | 25       | 2           | 11       | 1     | 0        | 30       | 2     | 0        | 7     | 7        | 2.30     | 1.32    |
| 2017     | CWS      | 7     | 0     | 0     | 0     | 0        | 0     | 0     | 0        | 1           | ----  | 28    | 8.2      | 2        | 0           | 1        | 0     | 0        | 9        | 2     | 0        | 1     | 1        | 1.04     | 0.35    |
| MLB：7年 | MLB：7年 | 145   | 0     | 0     | 0     | 0        | 10    | 7     | 0        | 25          | .588  | 629   | 152.0    | 130      | 13          | 57       | 7     | 7        | 162      | 15    | 0        | 58    | 54       | 3.20     | 1.23    |

- 2018年度シーズン終了時

### 背番号
- 44（2011年）
- 54（2012年）
- 57（2013年 - 2017年）